# Minerva Film
Minerva Film, oprindeligt Minerva-Film A/S og i en periode Minerva Film Video A/S, var et dansk filmproduktionsselskab.
Minerva-Film blev grundlagt 1. september 1935 af Ingolf Boisen og Axel Lerche. Minerva-Film har siden grundlæggelsen spillet en nøglerolle i udviklingen af dansk kort- og dokumentarfilm. Betydelige instruktører som Theodor Christensen, Karl Roos, Hagen Hasselbalch, Per Holst, Ole Palsbo, Astrid og Bjarne Henning-Jensen, Henning Carlsen og Jørgen Roos har været knyttet til selskabet. Også produceren Ib Dam var ansat her. Under besættelsen var flere af selskabets instruktører og producere knyttet til den danske modstandsbevægelse.
I 1970 overtog Jørgen Roos og Sten Hasager selskabet, og i 1978 blev Hasager eneejer. Navnet blev i 1984 ændret til Minerva Film Video A/S.
Sten Hasager solgte i 2006 selskabet til Rune Felix Holm og Mikael Windelin, som koncenterede arbejdet om reklamefilm og postproduktion. Windelin var adm. direktør for firmaet, mens Holm var teknisk direktør.
Selskabet lå på Baldersgade 6 på Nørrebro i København. Oprindeligt lå det i Toldbodgade 18.
Virksomheden gik konkurs den 4. januar 2013.